# جوجل بكسل
جوجل بكسل (بالإنجليزية: Google Pixel)‏ هي سلسلة من الأجهزة الإلكترونية التي طورتها جوجل وتعمل بنظام التشغيل كروم أو إس أو أندرويد. ظهرت علامة بكسل التجارية لأول مرة في فبراير 2013 عند طرح كرومبوك بكسل في الأسواق.

## الهواتف

### بكسل وبكسل إكس إل

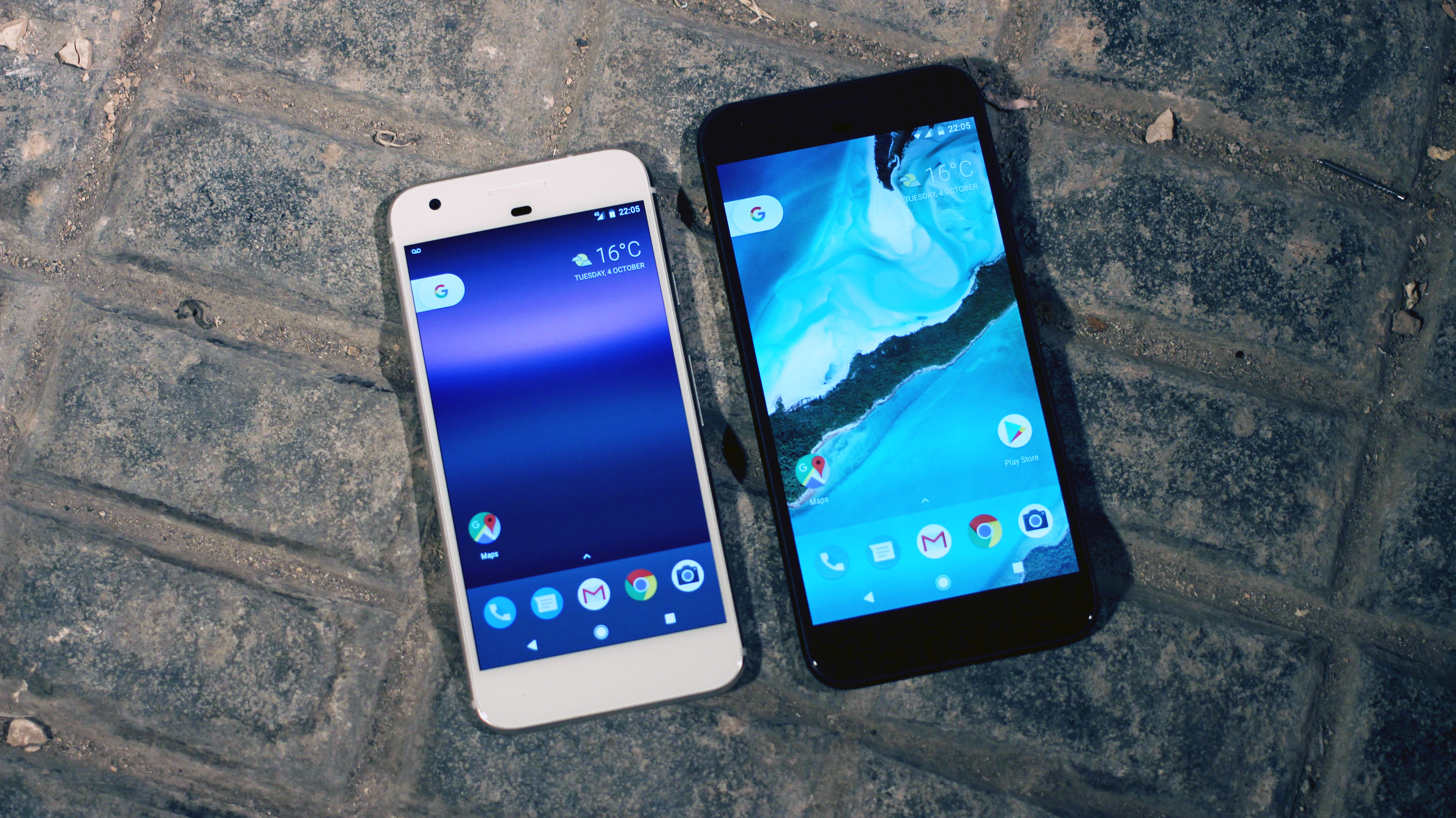
هواتف بكسل وبكسل إكس إل

أعلنت جوجل عن الجيل الأول من هواتف بكسل الذكية بكسل وبكسل إكس إل في 4 أكتوبر 2016. أكدت جوجل بأن الكاميرا في هاذين الهاتفين صنفت كأفضل كاميرا هاتف ذكل في اختبار دي إكس أو مارك موبيل بـ90 نقطة حتى أصدرت إتش تي سي هاتف يو11 والذي أحرز أيضًا 90 نقطة. تضمنت هواتف بكسل أيضا ذاكرة سحابية غير محدودة في جوجل صور، وقابلية فتح محمل الإقلاع. في فبراير 2021 واجهت جوجل دعوة قضائية بسبب عطل الميكروفون في بعض الهواتف، واستطاع المستخدمون طلب ما يصل إلى 500 دولار أمريكي كتعويض للضرر.
- الشاشة: شاشة AMOLED مقاس 5.0 بوصة بدقة 1080×1920 بكسل (هاتف بكسل)؛ شاشة AMOLED مقاس 5.5 بوصة بدقة 1440×2560 بكسل (بكسل إكس إل)
- المعالج: كوالكوم سناب دراغون 821
- الكاميرا: كاميرا خلفية بدقة 12.3 ميجابكسل بفتحة عدسة f/2.0 وضبط تلقائي للصورة بمساعدة الليزر بالأشعة تحت الحمراء[5]؛ حجم البكسل 1.55 ميكرومتر.[6] كاميرا أمامية بدقة 8 ميجابكسل بفتحة عدسة f/2.4
- البطارية: 2770 ملي أمبير (هاتف بكسل)؛ 3450 ملي أمبير (بكسل إكس إل)؛ كلاهما غير قابل للإزالة ويتمتعان بشحن سريع
- المواد: تصميم من قطعة واحدة من الألومنيوم مع طلاء هجين؛ مقاومة الماء والغبار آي بي 53
- الألوان: فضي، أو أسود، أو أزرق (إصدار محدود)
- نظام التشغيل: أندرويد 7.1 نوحا؛ قابل للترقية إلى أندرويد 10[7][8]

### بكسل 2 و2 إكس إل

هواتف بكسل 2 وبكسل 2 إكس إل

أعلنت شركة جوجل عن هواتف بكسل 2 وبكسل 2 إكس إل في 4 أكتوبر 2017.
- الشاشة: شاشة AMOLED مقاس 5.0 بوصة بدقة 1080×1920 بكسل (بكسل 2)؛ شاشة P-OLED مقاس 6 بوصات بدقة 1440×2880 بكسل (بكسل 2 إكس إل)؛ يحتوي كلا الهاتفين على شاشة زجاج غوريلا 5
- المعالج: كوالكوم سناب دراغون 835
- التخزين: 64 أو 128 جيجابايت
- الذاكرة العشوائية: 4 جيجابايت
- الكاميرا: كاميرا خلفية بدقة 12.2 ميجابكسل بفتحة عدسة f/1.8، وضبط تلقائي للصورة بمساعدة الليزر بالأشعة تحت الحمراء، وتثبيت بصري وإلكتروني للصورة؛ كاميرا أمامية 8 ميجابكسل بفتحة عدسة f/2.4
- البطارية: 2700 ملي أمبير (بكسل 2)؛ 3520 ملي أمبير (بكسل 2 إكس إل)؛ كلاهما غير قابل للإزالة ويتمتعان بشحن سريع
- المواد: تصميم من قطعة واحدة من الألومنيوم مع طلاء هجين؛ مقاومة الماء والغبار آي بي 67
- الألوان: أسود، أو أبيض، أو أزرق (بكسل 2)؛ أسود، أو أبيض وأسود (بكسل 2 إكس إل)
- نظام التشغيل: أندرويد 8.0 أوريو؛ قابل للترقية إلى أندرويد 11

### بكسل 3 و3 إكس إل

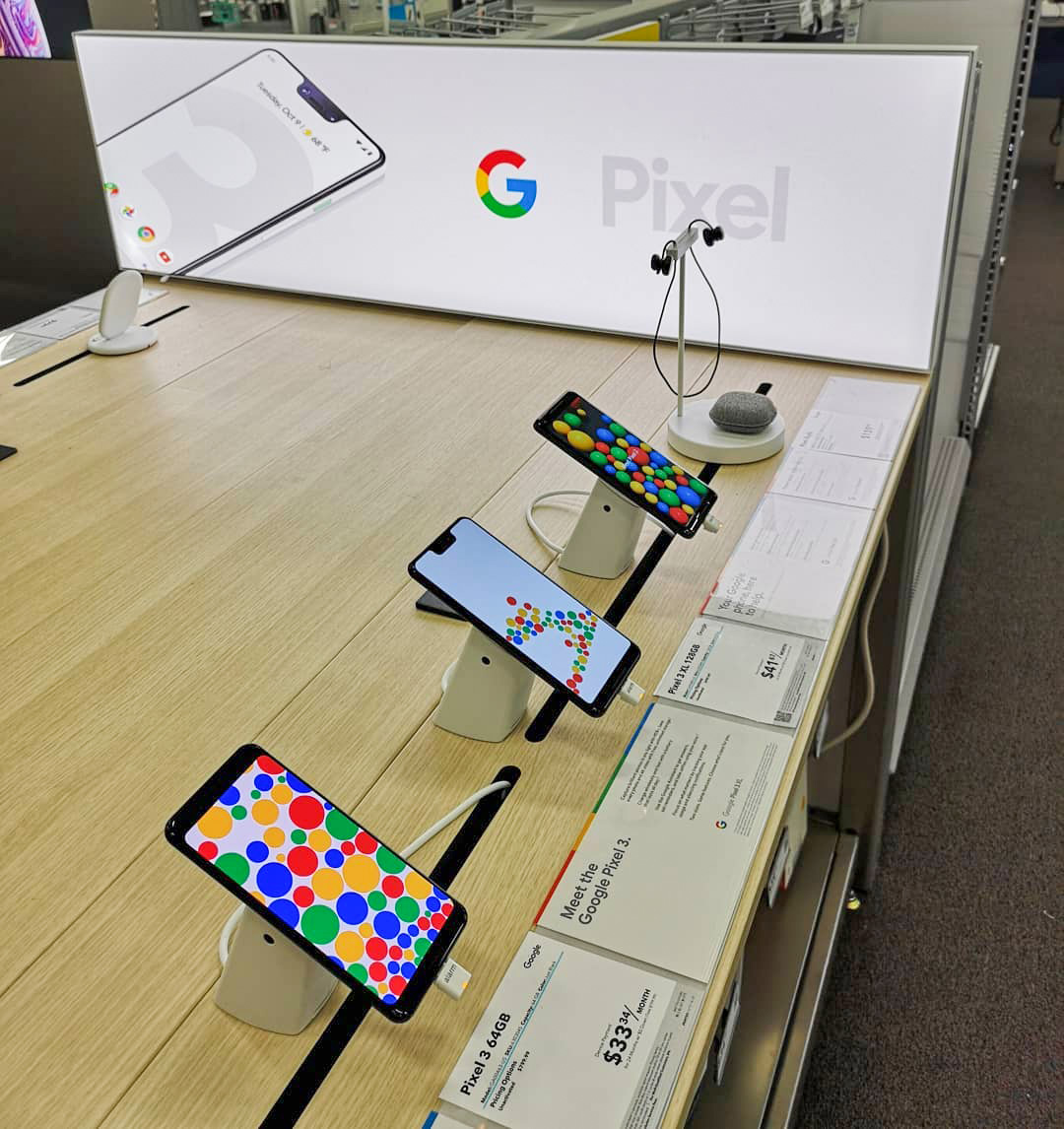
بكسل 3 وبكسل 3 إكس إل معروضان للبيع مع بكسل بودز وملحقات الشحن اللاسلكي

أعلنت جوجل عن هاتفي بكسل 3 وبكسل 3 إكس إل في حدث أقيم في 9 أكتوبر 2018، إلى جانب العديد من المنتجات الأخرى.
- الشاشة: شاشة OLED مقاس 5.5 بوصة بدقة 1080×1920 بكسل (بكسل 3)؛ شاشة OLED مقاس 6.3 بوصة بدقة 2960×1440 بكسل (بكسل 3 إكس إل)؛ يحتوي كلا الهاتفين على شاشة زجاج غوريلا 5
- المعالج: كوالكوم سناب دراغون 845
- التخزين: 64 أو 128 جيجابايت
- الذاكرة العشوائية: 4 جيجابايت
- الكاميرا: كاميرا خلفية بدقة 12.2 ميجابكسل بفتحة عدسة f/1.8، وضبط تلقائي للصورة بمساعدة الليزر بالأشعة تحت الحمراء، وتثبيت بصري وإلكتروني للصورة؛ كاميرا أمامية بدقة 8 ميجابكسل بفتحة عدسة f/1.8 وعدسة 75 درجة، وكاميرا أمامية ثانية بدقة 8 ميجابكسل، وفتحة عدسة f/2.2، وبؤرة تركيز ثابتة وعدسة 97 درجة؛ تمت إضافة صوت ستيريو إلى تسجيل الفيديو[9]
- البطارية: 2915 ملي أمبير (بكسل 3)؛ 3430 ملي أمبير (بكسل 3 إكس إل)؛ كلاهما غير قابل للإزالة ويتمتعان بشحن سريع وشحن لاسلكي
- المواد: هيكل من الألومنيوم، وظهر زجاجي غير لامع، ومقاومة للماء والغبار آي بي 68
- الألوان: أسود، أو أبيض، أو وردي
- نظام التشغيل: أندرويد 9 بي؛ قابل للترقية إلى أندرويد 12

### بكسل 3 أي و3 أي إكس إل
أعلنت جوجل عن هاتفي بكسل 3 وبكسل 3 إكس إل في مؤتمر جوجل آي/أو 2019 الذي أقيم في 7 مايو كبدائل للميزانية عن جهازي بكسل 3 الأصليين.
- الشاشة: شاشة OLED مقاس 5.6 بوصة بدقة 1080×2220 بكسل (بكسل 3)؛ شاشة OLED مقاس 6 بوصة بدقة 2160x1080 بكسل (بكسل 3 إكس إل)؛ يحتوي كلا الهاتفين على شاشة أساشي دراغون ترايل
- المعالج: كوالكوم سناب دراغون 670
- التخزين: 64 جيجابايت
- الذاكرة العشوائية: 4 جيجابايت
- الكاميرا: كاميرا خلفية بدقة 12.2 ميجابكسل بفتحة عدسة f/1.8، وضبط تلقائي للصورة بمساعدة الليزر بالأشعة تحت الحمراء، وتثبيت بصري وإلكتروني للصورة؛ كاميرا أمامية بدقة 8 ميجابكسل بفتحة عدسة f/2.0 وعدسة 84 درجة
- البطارية: 3000 ملي أمبير (بكسل 3 أي)؛ 3700 ملي أمبير (بكسل 3 أي إكس إل)؛ كلاهما غير قابل للإزالة ويتمتعان بشحن سريع، ولكن لا يوجد شحن لاسلكي
- الألوان: أسود أو، أبيض أو، بنفسجي
- نظام التشغيل: أندرويد 9 بي، قابل للترقية إلى أندرويد 12

### بكسل 4 و4 إكس إل
أعلنت جوجل عن هاتفي بكسل 4 وبكسل 4 إكس إل في حدث أقيم في 15 أكتوبر 2019، إلى جانب العديد من المنتجات الأخرى.
- الشاشة: شاشة OLED مقاس 5.7 بوصة بدقة 2280×1080 بكسل (بكسل 4)؛ شاشة OLED مقاس 6.3 بوصة بدقة 3040×1440 بكسل (بكسل 4 إكس إل); يحتوي كلا الهاتفين على شاشة زجاج غوريلا 5
- المعالج: كوالكوم سناب دراغون 855
- التخزين: 64 أو 128 جيجابايت
- الذاكرة العشوائية: 6 جيجابايت
- الكاميرا: مستشعر 12.2 ميجابكسل بفتحة عدسة f/1.8 ومستشعر تليفوتوغرافي بدقة 16 ميجابكسل مع عدسة f/2.4 والتركيز التلقائي بمساعدة الليزر بالأشعة تحت الحمراء وتثبيت الصورة البصري والإلكتروني؛ كاميرا أمامية بدقة 8 ميجابكسل بفتحة عدسة f/2.0 وعدسة 90 درجة
- البطارية: 2800 ملي أمبير (بكسل 4)؛ 3700 ملي أمبير (بكسل 4 إك إل)؛ كلاهما غير قابل للإزالة ويتمتعان بشحن سريع وشحن لاسلكي
- المواد: هيكل من الألومنيوم، ظهر زجاجي غير لامع أو لامع، مقاومة الماء والغبار آي بي 68
- الألوان: أسود، أو أبيض، أو برتقالي
- نظام التشغيل: أندرويد 10، قابل للترقية إلى أندرويد 12

في عام 2019 عرضت جوجل مكافأة علة تصل إلى 1.5 مليون دولار أمريكي لشريحة تايتن إم الموجودة في هواتف بكسل 3، وبكسل 3 أي، وبكسل 4.

### بكسل 4 أي وبكسل 4أي (5 جي)
أعلنت جوجل عن بكسل 4 أي في 3 أغسطس 2020 وبكسل 4 أي (5 جي) في 30 سبتمبر 2020، كبدائل للميزانية عن جهازي بكسل 4 الأصليين.
- الشاشة: شاشة OLED مقاس 5.8 بوصة (بكسل 4 أي)؛ شاشة OLED مقاس 6.2 بوصة بدقة 2340×1080 بكسل (بكسل 4 أي 5 جي)؛ يحتوي كلا الهاتفين على شاشة زجاج غوريلا 3. كلاهما به ثقب للكاميرا الأمامية
- المعالج: كوالكوم سناب دراغون 730 جي (بكسل 4 أي)؛ كوالكوم سناب دراغون 765 جي (بكسل 4 أي 5 جي)
- التخزين: 128 جيجابايت
- الذاكرة العشوائية: 6 جيجابايت
- الكاميرا: مستشعر ثنائي البكسل بدقة 12.2 ميجابكسل بفتحة عدسة f/1.7، وضبط تلقائي للصورة مع اكتشاف مرحلي ثنائي البكسل، وتثبيت بصري وكهربائي للصورة. بالإضافة إلى ذلك، يحتوي 4 أي 5 جي على مستشعر واسع للغاية بدقة 16 ميجابكسل مع عدسة f/2.2. كلاهما يحتوي على كاميرا أمامية بدقة 8 ميجابكسل بفتحة عدسة f/2.0
- البطارية: 3140 ملي أمبير (بكسل 4 أي)؛ 3800 ملي أمبير (بكسل 4 أي 5 جي)؛ كلاهما غير قابل للإزالة ويتميزان ببطارية تدوم طوال اليوم بالإضافة إلى الشحن السريع
- الألوان: أسود، أو أزرق (إصدار محدود) (بكسل 4 أي)؛ أسود، أو أبيض (بكسل 4 أي 5 جي)
- نظام التشغيل: أندرويد 10، قابل للترقية إلى أندرويد 12 (4 أي)؛ أندرويد 11 (4أي 5 جي)، قابل للترقية إلى أندرويد 12[13][14]

### بكسل 5
أعلنت جوجل عن بكسل 5 في 30 سبتمبر 2020.
- الشاشة: شاشة OLED مقاس 6.0 بوصة بدقة 2340×1080 بكسل؛ يحتوي على شاشة زجاج غوريلا 6
- المعالج: كوالكوم سناب دراغون 765 جي
- التخزين: 128 جيجابايت
- الذاكرة العشوائية: 8 جيجابايت
- الكاميرا: مستشعر 12.2 ميجابكسل بفتحة عدسة f/1.7 ومستشعر 16 ميجابكسل واسع النطاق بفتحة عدسة f/2.2، وضبط تلقائي للصورة مع اكتشاف مرحلي ثنائي البكسل، تثبيت بصري وكهربائي للصورة؛ كاميرا أمامية 8 ميجابكسل بفتحة عدسة f/2.0
- البطارية: 4080 ملي أمبير؛ غير قابلة للإزالة وبطارية تدوم طوال اليوم بالإضافة إلى الشحن السريع
- المواد: هيكل من الألومنيوم المصقول، مقاومة الماء والغبار آي بي 68
- الألوان: أسود، أو أخضر
- نظام التشغيل: أندرويد 11، قابل للترقية إلى أندرويد 12[13]

### بكسل 5 أي
أعلنت جوجل عن بكسل 5 أي في 17 أغسطس 2021.
- الشاشة: 6.34 بوصة OLED، دقة 2400×1080 بكسل؛ تستخدم الشاشة زجاج غوريلا 3. يحتوي على ثقب للكاميرا الأمامية
- المعالج: كوالكوم سناب دراغون 765 جي
- التخزين: 128 جيجابايت
- الذاكرة العشوائية: 6 جيجابايت
- الكاميرا: مستشعر 12.2 ميجابكسل بفتحة عدسة f/1.7 ومستشعر 16 ميجابكسل واسع النطاق بفتحة عدسة f/2.2، ضبط تلقائي للصورة مع اكتشاف مرحلي ثنائي البكسل، تثبيت بصري وكهربائي للصورة؛ كاميرا أمامية 8 ميجابكسل بفتحة عدسة f/2.0
- البطارية: 4680 ملي أمبير؛ غير قابلة للإزالة وبطارية تدوم طوال اليوم بالإضافة إلى الشحن السريع
- المواد: هيكل من الألومنيوم المصقول، مقاومة الماء والغبار آي بي 67
- الألوان: أسود
- نظام التشغيل: أندرويد 11، قابل للترقية إلى أندرويد 12[15]

### بكسل 6 وبكسل 6 برو
أعلنت جوجل عن هاتفي بكسل 6 و بكسل 6 برو في 19 أكتوبر 2021.
- الشاشة: شاشة OLED مقاس 6.34 بوصة بدقة 1080×2400 (بكسل 6)؛ شاشة OLED مقاس 6.7 بوصة بدقة 1440×3120 بكسل (بكسل 6 برو)3.
- المعالج: جوجل تِنسِر
- الذاكرة العشوائية: 8 جيجابايت (بكسل 6)؛ 12 جيجابايت (بكسل 6 برو)
- التخزين: 128 أو 256 جيجابايت (بكسل 6)؛ 128 أو 256 أو 512 جيجابايت (بكسل 6 برو)
- الكاميرا: مستشعر بكسل 6 الخلفي 50 ميجابكسل بفتحة عدسة f/1.85 ومستشعر 12 ميجابكسل واسع النطاق بفتحة عدسة f/2.2 ومستشعر أمامي 8 ميجابكسل بفتحة عدسة f/2.0 ومجال رؤية 84 درجة؛ مستشعر بكسل 6 برو الخلفي 50 ميجابكسل بفتحة عدسة f/1.85، ومستشعر 12 ميجابكسل فائق السرعة مع عدسة f/2.2 ومستشعر تليفوتوغرافي 48 ميجابكسل بفتحة عدسة f/3.5، وكاميرا أمامية 11.1 ميجابكسل بفتحة عدسة f/2.2 ومجال رؤية 94 درجة
- البطارية: 4614 ملي أمبير (بكسل 6)؛ 5003 ملي أمبير (بكسل 6 برو)؛ كلاهما غير قابل للإزالة ويتمتعان بشحن سريع وشحن لاسلكي وشحن لاسلكي عكسي
- المواد: هيكل من الألومنيوم، مقاومة للماء والغبار آي بي 68
- الألوان: أسود، أو وردي، أو أزرق (بكسل 6)؛ أسود، أو أصفر (بكسل 6 برو)
- نظام التشغيل: أندرويد 12، مع دعم نظام التشغيل الرئيسي لمدة 3 سنوات على الأقل و 5 سنوات من التحديثات الأمنية.[16][17]

### بكسل 7 وبكسل 7 برو
أعلنت جوجل عن هاتفي بكسل 7 و بكسل 7 برو في 6 أكتوبر 2022.
- الشاشة: شاشة AMOLED مقاس 6.3 بوصة بدقة 1080×2400 (بكسل 7)؛ شاشة LTPO AMOLED مقاس 6.7 بوصة بدقة 1440×3120 بكسل (بكسل 7 برو)
- المعالج: جوجل تِنسِر جي2
- الذاكرة العشوائية: 8 جيجابايت (بكسل 7)؛ 8 جيجابايت أو 12 جيجابايت (بكسل 7 برو)
- التخزين: 128 أو 256 جيجابايت (بكسل 7)؛ 128 أو 256 أو 512 جيجابايت (بكسل 7 برو)
- الكاميرا: مستشعر بكسل 7 الخلفي 50 ميجابكسل بفتحة عدسة f/1.9 ومستشعر 12 ميجابكسل واسع النطاق بفتحة عدسة f/2.2 ومستشعر أمامي 10.8 ميجابكسل بفتحة عدسة f/2.2 ؛ مستشعر بكسل 7 برو الخلفي 50 ميجابكسل بفتحة عدسة f/1.9، ومستشعر 12 ميجابكسل فائق السرعة مع عدسة f/2.2 ومستشعر تليفوتوغرافي 48 ميجابكسل بفتحة عدسة f/3.5، وكاميرا أمامية 10.8 ميجابكسل بفتحة عدسة f/2.2.
- البطارية: 4355 ملي أمبير (بكسل 7)؛ 5000 ملي أمبير (بكسل 7 برو)؛ كلاهما غير قابل للإزالة ويتمتعان بشحن سريع وشحن لاسلكي وشحن لاسلكي عكسي
- المواد: هيكل من الألومنيوم، مقاومة للماء والغبار آي بي 68
- الألوان: ثلجي، أو أسود، أو أصفر (بكسل 7)؛ ثلجي، أو أسود، أو بندقي (بني) (بكسل 7 برو)
- نظام التشغيل: أندرويد 13.

## الأجهزة اللوحية

### بكسل سي
أعلنت جوجل عن بكسل سي في حدث أقيم في 29 سبتمبر 2015، إلى جانب هاتفي نكسس 5 إكس ونكسس 6 بي. يحوي بكسل سي على منفذ USB-C ومقبس سماعة رأس 3.5 مم. يعمل الجهاز بنظام تشغيل أندرويد مارش مالو 6.0.1، ويمكن تحديثه لأندرويد 8.0 أوريو. توقفت جوجل عن بيع بكسل سي في ديسمبر 2017.
- الشاشة: شاشة مقاس 10.2 بوصة بدقة 2560×1800 بكسل
- المعالج: إنفيديا تيجرا إكس 1
- التخزين: 32 أو 64 جيجابايت
- الذاكرة العشوائية: 3 جيجابايت
- الكاميرا: كاميرا خلفية بدقة 8 ميجابكسل؛ كاميرا أمامية بدقة 2 ميجابكسل
- البطارية: 9000 ملي أمبير (غير قابلة للإزالة)

### بكسل سليت
أعلنت جوجل عن بكسل سليت في 9 أكتوبر 2018، وهو حاسوب محمول متبدل لوحي يحوي منفذين USB-C ولكن ليس فيه مدخل لسماعة الرأس. يعمل الجهاز على نظام تشغيل كروم أو إس. في يونيو 1029 أعلنت جوجل أنها لن تستمر بتطوير المنتج، وألغت نموذجين كانا قيد التطوير.

## الحواسيب المحمولة

### كرومبوك بكسل (2013)

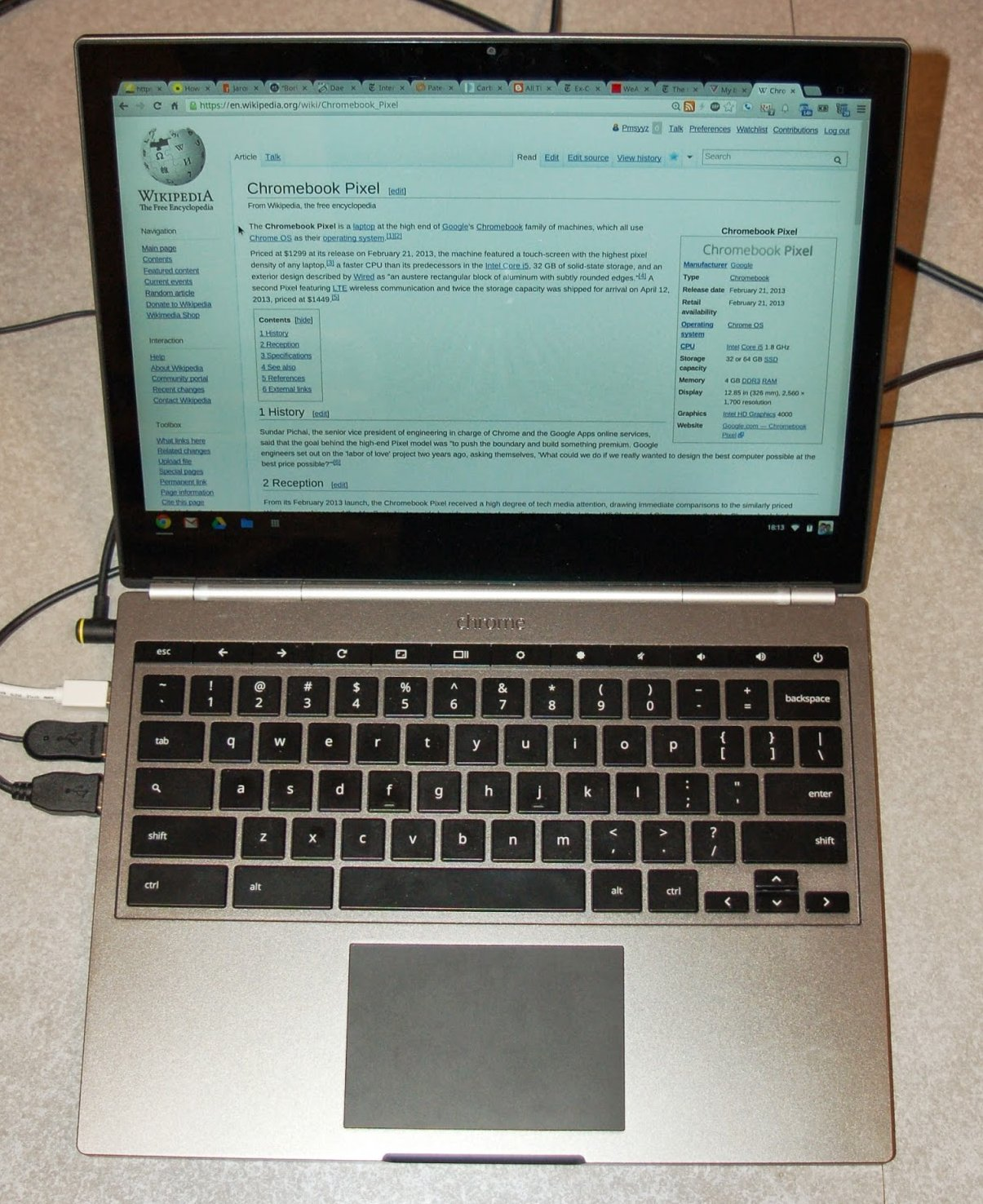
كرومبوك بكسل (2013)

أعلنت جوجل عن الجيل الأول من كرومبوك بكسل في 21 فبراير 2013.
- الشاشة: شاشة مقاس 12.85 بوصة بدقة 2560×1700 بكسل
- التخزين: سعة تخزين داخلية 32 أو 64 جيجابايت و 1 تيرابايت تخزين جوجل درايف لمدة 3 سنوات
- المعالج: معالج إنتل كور آي 5 جيل ثالث (إيفي بريدج)
- الذاكرة العشوائية: 4 جيجابايت
- البطارية: 59 واط

### كرومبوك بكسل (2015)
أعلنت جوجل عن الجيل الثاني من كرومبوك بكسل في 11 فبراير 2015.
أوقفت Google إنتاج كرومبوك بكسل 2015 في 29 أغسطس 2016.
- الشاشة: شاشة مقاس 12.85 بوصة بدقة 2560×1700 بكسل
- المعالج: معالج إنتل كور آي 5 أو آي 7 من الجيل الخامس
- التخزين: سعة تخزين داخلية 32 أو 64 جيجابايت و 1 تيرابايت تخزين جوجل درايف لمدة 3 سنوات
- الذاكرة العشوائية: 8 أو 16 جيجابايت
- البطارية: 72 وات في الساعة

### بكسل بوك
أعلنت جوجل عن بكسل بوك في 4 أكتوبر 2017.
- الشاشة: شاشة مقاس 12.3 بوصة بدقة 2400×1600 بكسل (235 بكسل لكل بوصة)
- المعالج: معالج إنتل كور آي 5 أو آي 7 من الجيل السابع
- التخزين: سعة تخزين داخلية 128 أو 256 أو 512 جيجابايت
- الذاكرة العشوائية: 8 أو 16 جيجابايت

### بكسل بوك جو
أعلنت جوجل عن في 15 أكتوبر 2019 عن نسخة متوسطة من بكسل بوك باسم بكسل بوك جو.
- الشاشة: شاشة مقاس 13.3 بوصة بدقة 1920×1080 بكسل (166 بكسل لكل بوصة) أو شاشة عرض جزيئية بدقة 3840×2160 بكسل (331 بكسل لكل بوصة)
- المعالج: إنتل كور إم 3، أو آي 5، وآي 7 من الجيل الثامن
- التخزين: سعة تخزين داخلية 64 أو 128 أو 256 جيجابايت
- الذاكرة الغشوائية: 8 أو 16 جيجابايت
- البطارية: 47 وات في الساعة

## الإكسسوارات

### بكسل بودز
في أكتوبر 2017، أعلنت جوجل عن سماعات رأس لاسلكية تدعى بكسل بودز. تم تصميم السماعات لتعمل مع نظام التشغيل أندرويد، ومساعد جوجل. تدعم سماعات الأذن ترجمة أكثر من 40 لغة خلال ترجمة جوجل. تتوفر السماعات باللون الأسود، والأبيض، والأزرق. تبلغ سعة البطارية 120 ملي أمبير للسماعة و620 ملي أمبير للعلبة.

## روابط خارجية
- الموقع الرسمي